# Sulo Suorttanen
Sulo Elias Suorttanen  (né le 13 février 1921 à Valkeala et mort le 24 septembre 2005 à Kouvola) est un homme politique finlandais,,.

## Biographie
Sulo Suorttanen est député Kesk de la circonscription de Kymi du 20 février 1962 au 22 mars 1970 puis du 22 janvier 1972 au 26 septembre 1975.
Sulo Suorttanen est ministre de la Défense des gouvernements Paasio I (27.05.1966–21.03.1968) et Koivisto I (22.03.1968–13.05.1970).
Il est aussi vice-ministre de l'Intérieur des gouvernements Paasio I (27.05.1966–21.03.1968) et Koivisto I (22.03.1968–13.05.1970).
Pendant la Seconde Guerre mondiale, Sulo Suorttanen a servi dans le Bataillon de volontaires finlandais de la Waffen-SS,. 
De grade militaire, il était major de réserve.